# Ансон, Томас, 2-й граф Личфилд
Томас Джордж Ансон, 2-й граф Личфилд (англ. Thomas Anson, 2st Earl of Lichfield; 15 августа 1825 — 7 января 1892) — британский политик из семьи Ансон. Он носил титул учтивости — виконт Ансон с 1831 по 1854 год.

## Ранняя жизнь
Родился 15 августа 1825 года. Старший сын Томаса Ансона, 1-го графа Личфилда (1795—1854), и его жены Луизы Кэтрин (урожденной Филипс).
Его бабушкой и дедушкой по отцовской линии были Томас Ансон, 1-й виконт Ансон (1767—1818), и его жена Энн Маргарет, дочь Томаса Кука, 1-го графа Лестера. Его дядей по отцовской линии был генерал-майор Достопочтенный Джордж Ансон. Его дедушкой по материнской линии был Натаниэль Филипс.
Он получил образование в Итонском колледже в Виндзоре, Англия.

## Карьера
16 ноября 1844 года 19-летний Томас Ансон был назначен капитаном Личфилдского отряда Стаффордширского йоменри по совместительству, которым командовал его отец. Он оставался в полку до начала 1860-х годов.
В 1846—1847 годах виконт Ансон работал в министерстве иностранных дел Великобритании. Он был избран в Палату общин от Личфилда в 1847 году и занимал это место до 1854 года, когда он сменил своего отца в графстве и занял свое место в Палате лордов. Он также стал 3-м бароном Собертоном и 4-м виконтом Ансоном.
С 1863 по 1871 год он также занимал должность лорда-лейтенанта Стаффордшира.
Его резиденцией был Шагборо-холл. В 1876 году его поместья в Стаффордшире составляли 21 433 акра.

## Личная жизнь
10 апреля 1855 года лорд Личфилд женился на леди Харриетт Джорджиане Луизе Гамильтон (6 июля 1834 — 23 апреля 1913), дочери Джеймса Гамильтона, 1-го герцога Аберкорна, и Луизы Гамильтон, герцогини Аберкорн (старшей дочери Джона Рассела, 6-го герцога Бедфорда, от его второй жены, леди Джорджианы Гордон, сестры премьер-министра Джона Рассела, 1-го графа Рассела). У супругов было девять сыновей и четыре дочери:
- Томас Фрэнсис Ансон, 3-й граф Личфилд (31 января 1856 — 29 июля 1918)[7] , который женился на своей кузине, леди Милдред Кок, дочери Томаса Кука, 2-го графа Лестера[2].
- Достопочтенный Сэр Джордж Огастес Ансон (22 декабря 1857 — 25 мая 1947), женившийся на Бланш Мэри Миллер в 1884 году[2].
- Майор достопочтенный Генри Джеймс Ансон (29 декабря 1858 — 26 февраля 1904), который женился на леди Аделаиде Одри Райдер, дочери Генри Райдера, 4-го графа Харроуби[англ.], в 1902 году[2].
- Леди Флоренс Беатрис Ансон (1860 — 25 сентября 1946), вышедшая замуж за полковника сэра Генри Стритфилда (внука Генриетты Милдред Ходжсон[англ.]) в 1885 году[2].
- Достопочтенный Фредерик Уильям Ансон (4 февраля 1862 — 2 апреля 1917), который женился на Флоренс Луизе Джейн Лейн (сестре Лилиан Бромли-Дэвенпорт) в 1886 году[2].
- Достопочтенный Клод Ансон (11 января 1864 — 25 декабря 1947), который женился на леди Клоде Бересфорд, дочери Джона Бересфорда, 5-го маркиза Уотерфорда, в 1901 году[2].
- Леди Беатрис Ансон (1865 — 15 декабря 1919), вышедшая замуж за подполковника Ричарда Гамильтона Роусона[англ.] в 1890 году[2].
- Достопочтенный Фрэнсис Ансон (7 марта 1867 — 13 апреля 1928), который женился на Кэролайн Кливленд, дочери Джорджа Кливленда, владельца овцеводческого ранчо из Техаса, США, в 1892 году[2].
- Леди Мэри Мод Ансон (1869 — 22 сентября 1961), вышедшая замуж за достопочтенного Эдварда Алана Дадли Райдера, сын Генри Райдера, 4-го графа Харроуби[англ.], в 1893 году[2].
- Леди Эдит Ансон (1870 — 8 октября 1932), вышедшая замуж за Лайонела Кинга, 3-го графа Лавлейса, в 1895 году[2].
- Достопочтенный Уильям Ансон (19 апреля 1872 — 22 июня 1926), получивший образование в школе Монктон-Комб[англ.], эмигрировал в Техас в 1890 году и стал владельцем ранчо. Он получил гражданство в 1902 году и женился на актрисе Луизе ван Вагенен в 1917 году[8].
- Леди Эвелин Ансон (1873 — 2 июля 1895), не вышедшая замуж[2].
- Достопочтенный Альфред Ансон (15 апреля 1876 — 25 марта 1944)[9], который в 1912 году женился на Леле (урожденной Александре) Эмери, матери Джона Дж. Эмери и Одри, принцессе Романовской-Ильинской[10].

Лорд Личфилд умер в январе 1892 года в возрасте 66 лет и был похоронен в церкви Святого Стефана в Грейт-Хейвуде. На посту графа Личфилда ему наследовал его старший сын Томас. Леди Личфилд умерла в 1913 году.